# Temporada da Indy Lights de 1986
Essa foi a 1° temporada do campeonato.

## Equipes e pilotos
Este gráfico reflete apenas as combinações confirmadas e citadas de piloto, motor e equipe.
| Equipe             | Chassis | Motor     | Pneus | No. | Piloto(s)             | Etapa(s)       |
| ------------------ | ------- | --------- | ----- | --- | --------------------- | -------------- |
| Arciero Racing     | Wildcat | Chevrolet | G     | 3   | Fabrizio Barbazza     | 1 e 3–10       |
| Arciero Racing     | Wildcat | Chevrolet | G     | 4   | Steve Bren            | 1–4            |
| Agapiou Racing     | Wildcat | Honda     | G     | 33  | Tommy Byrne           | 2–8 e 10       |
| Agapiou Racing     | Wildcat | Honda     | G     | 6   | Stan Fox              | 1–2 e 5        |
| Agapiou Racing     | Wildcat | Honda     | G     | 5   | Scott Wood            | 2–3            |
| Agapiou Racing     | Wildcat | Honda     | G     | 8   | Davy Jones            | 9              |
| Agapiou Racing     | Wildcat | Honda     | G     | 7   | Guido Daccò           | 10             |
| Agapiou Racing     | Wildcat | Honda     | G     | 2   | Jan Thoelke           | 8              |
| Agapiou Racing     | Wildcat | Honda     | G     | 29  | Jack Miller           | 6              |
| Sánchez Racing     | Wildcat | Chevrolet | G     | 23  | Jeff Andretti         | Todas          |
| Sánchez Racing     | Wildcat | Chevrolet | G     | 59  | Juan Manuel Fangio II | 3–10           |
| Groff Motorsports  | Wildcat | Honda     | G     | 9   | Mike Groff            | 1–9            |
| Groff Motorsports  | Wildcat | Honda     | G     | 10  | Desiré Wilson         | 1              |
| Team Gordon        | Wildcat | Honda     | G     | 11  | Rich Rutherford       | 1 e 10         |
| Team Gordon        | Wildcat | Honda     | G     | 12  | Jim Busby Jr.         | 8–9            |
| Hemelgarn Racing   | Wildcat | Chevrolet | G     | 19  | Steve Millen          | 1–3, 6, 8 e 10 |
| Hemelgarn Racing   | Wildcat | Chevrolet | G     | 14  | Jerrill Rice          | 1–5            |
| Simpson Racing     | Wildcat | Chevrolet | G     | 20  | Dave Simpson          | 8–10           |
| Simpson Racing     | Wildcat | Chevrolet | G     | 21  | Nick Fornoro Jr.      | 5–9            |
| Louis Motorsports  | Wildcat | Chevrolet | G     | 76  | Brad Murphey          | 2–6 e 8–9      |
| Louis Motorsports  | Wildcat | Chevrolet | G     | 88  | Bobby Fix             | 10             |
| Duration Racing    | Wildcat | Chevrolet | G     | 32  | Albert Naon Jr.       | 2–3, 5–8 e 10  |
| Duration Racing    | Wildcat | Chevrolet | G     | 33  | Kim Campbell          | 1–3            |
| March Engineering  | Wildcat | Honda     | G     | 35  | Billy Boat            | 1–3 e 5–10     |
| March Engineering  | Wildcat | Honda     | G     | 36  | Gary Rubio            | 7              |
| Cahill Racing      | Wildcat | Honda     | G     | 41  | Sam Swindell          | 1 e 4–10       |
| Cahill Racing      | Wildcat | Honda     | G     | 42  | John Graham           | 4              |
| Stewart Grand Prix | Wildcat | Chevrolet | G     | 62  | Ross Cheever          | 6–8            |
| Stewart Grand Prix | Wildcat | Chevrolet | G     | 99  | Ian Ashley            | 5              |
| Truesports         | Wildcat | Chevrolet | G     | 16  | Wally Dallenbach Jr.  | 1              |
| Truesports         | Wildcat | Chevrolet | G     | 17  | Ken Johnson           | 6              |
| Truesports         | Wildcat | Chevrolet | G     | 18  | Cary Bren             | 1–4            |

## Calendário
| #  | Data           | Grande Prêmio      | Circuito                        | Local                        |
| -- | -------------- | ------------------ | ------------------------------- | ---------------------------- |
| 1  | 6 de Abril     | GP de Phoenix      | O Phoenix International Raceway | Phoenix, Arizona             |
| 2  | 8 de Junho     | GP de Milwaukee    | O Milwaukee Mile                | Milwaukee, Wisconsin         |
| 3  | 29 de Junho    | GP de Nova Jersey  | O Meadowlands Sports Complex    | East Rutherford, Nova Jersey |
| 4  | 20 de Julho    | GP de Toronto      | R Circuito de Rua de Toronto    | Toronto, Ontário             |
| 5  | 16 de Agosto   | GP de Pocono       | O Pocono Raceway                | Long Pond, Pensilvânia       |
| 6  | 31 de Agosto   | GP de Mid-Ohio     | R Mid-Ohio Sports Car Course    | Lexington, Ohio              |
| 7  | 20 de Setembro | GP de Elkhart Lake | R Road America                  | Elkhart Lake, Wisconsin      |
| 8  | 12 de Outubro  | GP de Laguna Seca  | R Laguna Seca Raceway           | Monterey, Califórnia         |
| 9  | 19 de Outubro  | GP do Arizona      | O Phoenix International Raceway | Phoenix, Arizona             |
| 10 | 9 de Novembro  | GP da Flórida      | O Tamiami Park                  | Miami, Flórida               |

## Resultados
| #  | Grande Prêmio      | Pole position         | Volta mais rápidas    | Vencedores        | Vencedores        | Info   |
| #  | Grande Prêmio      | Pole position         | Volta mais rápidas    | Piloto            | Equipe            | Info   |
| -- | ------------------ | --------------------- | --------------------- | ----------------- | ----------------- | ------ |
| 1  | GP de Phoenix      | Kim Campbell          | Steve Millen          | Steve Millen      | Hemelgarn Racing  | [ 5 ]  |
| 2  | GP de Milwaukee    | Jeff Andretti         | Stan Fox              | Mike Groff        | Groff Motorsports | [ 6 ]  |
| 3  | GP de Nova Jersey  | Fabrizio Barbazza     | Fabrizio Barbazza     | Fabrizio Barbazza | Arciero Racing    | [ 7 ]  |
| 4  | GP de Toronto      | Fabrizio Barbazza     | Mike Groff            | Fabrizio Barbazza | Arciero Racing    | [ 8 ]  |
| 5  | GP de Pocono       | Jeff Andretti         | Jeff Andretti         | Jeff Andretti     | Sánchez Racing    | [ 9 ]  |
| 6  | GP de Mid-Ohio     | Steve Millen          | Fabrizio Barbazza     | Steve Millen      | Hemelgarn Racing  | [ 10 ] |
| 7  | GP de Elkhart Lake | Juan Manuel Fangio II | Jeff Andretti         | Mike Groff        | Groff Motorsports | [ 11 ] |
| 8  | GP de Laguna Seca  | Tommy Byrne           | Juan Manuel Fangio II | Fabrizio Barbazza | Arciero Racing    | [ 12 ] |
| 9  | GP do Arizona      | Jeff Andretti         | Juan Manuel Fangio II | Fabrizio Barbazza | Arciero Racing    | [ 13 ] |
| 10 | GP da Flórida      | Fabrizio Barbazza     | Fabrizio Barbazza     | Fabrizio Barbazza | Arciero Racing    | [ 14 ] |

## Classificação Final

### Resultado após dez etapas
Para cada corrida os pontos foram premiados: 20 pontos para o vencedor, 16 para o vice-campeão, 14 para o terceiro lugar, 12 para o quarto lugar, 10 para o quinto lugar, 8 para o sexto lugar, 6 sétimo, diminuindo para 1 ponto 12º lugar. Pontos adicionais foram concedidos ao vencedor da pole (1 ponto) e ao piloto que liderou a maioria das voltas (1 ponto).
| #  | Piloto                | PHO | MIL | NJE | TOR | POC | MDO | RDA | LAG | ARZ | FLO | Pts |
| -- | --------------------- | --- | --- | --- | --- | --- | --- | --- | --- | --- | --- | --- |
| 1  | Fabrizio Barbazza     | 3   |     | 1   | 1   | RET | 2   | 7   | 1   | 1   | 1   | 145 |
| 2  | Jeff Andretti         | 5   | 3   | RET | RET | 1   | 4   | 2   | RET | 4   | 3   | 107 |
| 3  | Mike Groff            | 12  | 1   | RET | 2   | 2   | RET | 1   | 7   | 6   |     | 89  |
| 4  | Steve Millen          | 1   | 4   | 9   |     |     | 1   |     | 2   |     | 5   | 85  |
| 5  | Juan Manuel Fangio II |     |     | RET | 7   | 7   | 8   | RET | 3   | 2   | 2   | 69  |
| 6  | Billy Boat            | 4   | RET | 7   |     | 8   | 5   | 6   | 8   | 3   | 8   | 67  |
| 7  | Tommy Byrne           |     | 8   | 2   | RET | 4   | RET | 3   | RET |     | 6   | 62  |
| 8  | Sam Swindell          | 7   |     |     | 5   | 5   | 7   | RET | RET | RET | RET | 40  |
| 9  | Cary Bren             | 2   | RET | 8   | 3   |     |     |     |     |     |     | 38  |
| 10 | Jerrill Rice          | 8   | 2   | 4   | RET | RET |     |     |     |     |     | 37  |
| 11 | Albert Naon Jr        |     | 7   | RET |     | RET | RET | RET | 4   |     | 4   | 37  |
| 12 | Brad Murphey          |     |     | 5   | 6   | 9   | 9   |     | 10  | 9   |     | 33  |
| 13 | Nick Fornoro Jr       |     |     |     |     | 3   | 6   | 8   | 11  | RET |     | 30  |
| 14 | Ross Cheever          |     |     |     |     |     | 3   | 4   | RET |     |     | 26  |
| 15 | Stan Fox              | 9   | 5   |     |     | RET |     |     |     |     |     | 23  |
| 16 | Steve Bren            | RET | RET | 3   | RET |     |     |     |     |     |     | 17  |
| 17 | Dave Simpson          |     |     |     |     |     |     |     | 5   | 8   | RET | 17  |
| 18 | Kim Campbell          | 11  | 6   | RET |     |     |     |     |     |     |     | 12  |
| 19 | Scott Wood            |     | 9   | 6   |     |     |     |     |     |     |     | 12  |
| 20 | John Graham           |     |     |     | 4   |     |     |     |     |     |     | 12  |
| 21 | Jim Busby Jr          |     |     |     |     |     |     |     | 6   | RET |     | 11  |
| 22 | Gary Rubio            |     |     |     |     |     |     | 5   |     |     |     | 10  |
| 23 | Davy Jones            |     |     |     |     |     |     |     |     | 5   |     | 10  |
| 24 | Desiré Wilson         | 6   |     |     |     |     |     |     |     |     |     | 8   |
| 25 | Ian Ashley            |     |     |     |     | 6   |     |     |     |     |     | 8   |
| 26 | Rich Rutherford       | 10  |     |     |     |     |     |     |     |     | 9   | 7   |
| 27 | Guido Daccò           |     |     |     |     |     |     |     |     |     | 7   | 6   |
| 28 | Jan Thoelke           |     |     |     |     |     |     |     | 9   |     |     | 4   |
| 29 | Jack Miller           |     |     |     |     |     | 10  |     |     |     |     | 3   |
| 30 | Bobby Fix             |     |     |     |     |     |     |     |     |     | 10  | 3   |
| 31 | Wally Dallenbach Jr   | RET |     |     |     |     |     |     |     |     |     | 0   |
| 32 | Ken Johnson           |     |     |     |     |     | RET |     |     |     |     | 0   |
| #  | Piloto                | PHO | MIL | NJE | TOR | POC | MDO | RDA | LAG | ARZ | FLO | Pts |

| #  | Piloto                | PHO | MIL | NJE | TOR | POC | MDO | RDA | LAG | ARZ | FLO | Pts |
| -- | --------------------- | --- | --- | --- | --- | --- | --- | --- | --- | --- | --- | --- |
| 1  | Fabrizio Barbazza     | 3   |     | 1   | 1   | RET | 2   | 7   | 1   | 1   | 1   | 145 |
| 2  | Jeff Andretti         | 5   | 3   | RET | RET | 1   | 4   | 2   | RET | 4   | 3   | 107 |
| 3  | Mike Groff            | 12  | 1   | RET | 2   | 2   | RET | 1   | 7   | 6   |     | 89  |
| 4  | Steve Millen          | 1   | 4   | 9   |     |     | 1   |     | 2   |     | 5   | 85  |
| 5  | Juan Manuel Fangio II |     |     | RET | 7   | 7   | 8   | RET | 3   | 2   | 2   | 69  |
| 6  | Billy Boat            | 4   | RET | 7   |     | 8   | 5   | 6   | 8   | 3   | 8   | 67  |
| 7  | Tommy Byrne           |     | 8   | 2   | RET | 4   | RET | 3   | RET |     | 6   | 62  |
| 8  | Sam Swindell          | 7   |     |     | 5   | 5   | 7   | RET | RET | RET | RET | 40  |
| 9  | Cary Bren             | 2   | RET | 8   | 3   |     |     |     |     |     |     | 38  |
| 10 | Jerrill Rice          | 8   | 2   | 4   | RET | RET |     |     |     |     |     | 37  |
| 11 | Albert Naon Jr        |     | 7   | RET |     | RET | RET | RET | 4   |     | 4   | 37  |
| 12 | Brad Murphey          |     |     | 5   | 6   | 9   | 9   |     | 10  | 9   |     | 33  |
| 13 | Nick Fornoro Jr       |     |     |     |     | 3   | 6   | 8   | 11  | RET |     | 30  |
| 14 | Ross Cheever          |     |     |     |     |     | 3   | 4   | RET |     |     | 26  |
| 15 | Stan Fox              | 9   | 5   |     |     | RET |     |     |     |     |     | 23  |
| 16 | Steve Bren            | RET | RET | 3   | RET |     |     |     |     |     |     | 17  |
| 17 | Dave Simpson          |     |     |     |     |     |     |     | 5   | 8   | RET | 17  |
| 18 | Kim Campbell          | 11  | 6   | RET |     |     |     |     |     |     |     | 12  |
| 19 | Scott Wood            |     | 9   | 6   |     |     |     |     |     |     |     | 12  |
| 20 | John Graham           |     |     |     | 4   |     |     |     |     |     |     | 12  |
| 21 | Jim Busby Jr          |     |     |     |     |     |     |     | 6   | RET |     | 11  |
| 22 | Gary Rubio            |     |     |     |     |     |     | 5   |     |     |     | 10  |
| 23 | Davy Jones            |     |     |     |     |     |     |     |     | 5   |     | 10  |
| 24 | Desiré Wilson         | 6   |     |     |     |     |     |     |     |     |     | 8   |
| 25 | Ian Ashley            |     |     |     |     | 6   |     |     |     |     |     | 8   |
| 26 | Rich Rutherford       | 10  |     |     |     |     |     |     |     |     | 9   | 7   |
| 27 | Guido Daccò           |     |     |     |     |     |     |     |     |     | 7   | 6   |
| 28 | Jan Thoelke           |     |     |     |     |     |     |     | 9   |     |     | 4   |
| 29 | Jack Miller           |     |     |     |     |     | 10  |     |     |     |     | 3   |
| 30 | Bobby Fix             |     |     |     |     |     |     |     |     |     | 10  | 3   |
| 31 | Wally Dallenbach Jr   | RET |     |     |     |     |     |     |     |     |     | 0   |
| 32 | Ken Johnson           |     |     |     |     |     | RET |     |     |     |     | 0   |
| #  | Piloto                | PHO | MIL | NJE | TOR | POC | MDO | RDA | LAG | ARZ | FLO | Pts |

| Cor             | Resultado                            |
| --------------- | ------------------------------------ |
| Ouro            | Vencedor                             |
| Prata           | 2º lugar                             |
| Bronze          | 3º lugar                             |
| Verde           | 4º e 5º lugares                      |
| Azul claro      | 6º–10º lugares                       |
| Azul escuro     | Completou a corrida (fora do Top 10) |
| Roxo            | Não completou a corrida              |
| Vermelho        | Não se classificou (NQ)              |
| Marrom          | Retirou-se da corrida (Wth)          |
| Preto           | Desclassificado (DSQ)                |
| Vermelho escuro | Não largou (DNS)                     |
| Vermelho escuro | Abandonou a corrida (C)              |
| Vazio           | Não participou                       |